# Michael Garrison
Michael Garrison född 28 november 1956 i Oregon, död 24 mars 2004 i samma delstat, var en amerikansk musiker inom elektronisk musik.
1979 skapade han ett eget skivbolag Windspell Records och släppte debut-LP:n In the Region of Sunreturn and Beyond. År 1991 släpptes skivan på nytt. På 1991 års skiva medverkade en vokalist vid namn Shari Barna på två låtar, Take A Chance och For You And Me. Garrison var också influerad av andra kända musiker i Europa inom elektronisk musik  som Klaus Schulze, Jean Michel Jarre och Tangerine Dream.
Han blev alkoholist och dog i sviterna av leversvikt den 24 mars 2004. Hyllningsalbumet To the Sky and Beyond the Stars: A Tribute to Michael Garrison släpptes ett år efter Garrisons död.

## Diskografi

### Studioalbum
- In the Region of Sunreturn and Beyond (1979)
- Prisms (1981)
- Eclipse (1982)
- Point of Impact (1983)
- Images (1986)
- Aurora Dawn (1988)
- An Earth-Star Trilogy (1989)
- The Rhytm Of Life (1991)
- Brave New Worlds (1998)

### Samlingsalbum
- A Positive Reflecting Glow - The Michael Garrison Collection Vol. I (1992)
- Tranquility Cove - The Michael Garrison Collection Vol. II (1992)

### Hyllningsalbum
- To the Sky and Beyond the Stars: A Tribute to Michael Garrison (2005)